# Портрет на епископ Бернардо де Роси
„Портрет на епископ Бернардо де Роси“ (на италиански: Ritratto del vescovo Bernardo de' Rossi) е картина на италианския художник Лоренцо Лото от 1505 г. Картината (54,7 х 41,3 см) е изложена в Зала 8 на Национален музей „Каподимонте“, Неапол. Използвана е  техниката на маслени бои върху дърво.

## История
В древността портретът има защитно покритие с надпис на обратната страна, където са изяснени субектът – епископът на Тревизо Бернардо де Роси, възрастта му по времето, когато е рисуван портретът (36 години) и годината 1505 г. Украсено с алегорията на Добродетелта, покритието днес е изложено в Националната галерия на Вашингтон. По това време младият венециански художник посещава малкия епископски двор в Тревизо в компанията на писатели и художници, за които рисува други картини.
Когато през 1524 г. епископът бяга в Парма, той взима със себе си и картината. По-късно тя влиза в Колекция „Фарнезе“ и е прехвърлена в Неапол през 1760 г.

## Описание
Представен в 3/4 бюст и с лице насочено към зрителя, младият епископ е изобразен с ярък реализъм, фокусиран върху детайли като червеникавия тен, тъмните кръгове, леките несъвършенства на кожата. Под черната шапка се показват няколко светлокафяви къдрици, които подчертават скандинавския физиотип, както и сините му и изразителни очи. Червената перелина се откроява на тъмния фон на зелената завеса, типична за венецианското изкуство между 15 и 16 век.
Дясната ръка е украсена с пръстени и здраво стиска ръкописен свитък – жест, който разкрива енергията и решимостта на обекта. Пластичната твърдост на фигурата и силната светлина, която създава подчертани сенки, свързват детайлите с основните северни форми в изкуство, по-специално с Албрехт Дюрер, когото може би Лоренцо Лото е познавал чрез рисунки.
Свитъка в ръката на епископа може би съдържа текст, свързан с осъждане на конспирацията, организирана срещу него през 1503 г.